# Calimotxo
El calimotxo, kalimotxo o simplement cali o kali és una beguda alcohòlica molt popular sobretot entre el jovent, ja que és una beguda força econòmica.
El calimotxo s'obté barrejant vi negre i coca-cola en parts iguals o similars (depenent del que es vulgui carregar). Generalment s'utilitza vi barat, ja que és més assequible i la cola n'amaga el gust. Normalment es beu fred. És una beguda similar a la sangria.
Es pot acompanyar el calimotxo amb licor de mora, de préssec, etc. o amb una mica de sucre. A vegades a més s'aprofita la beguda per a organitzar algun joc com l'okalimotxo (variant del joc de l'oca), la cultura xupística…
En alguns indrets d'Espanya existeixen variants del calimotxo que s'obtenen al substituir el vi negre per vi blanc o el refresc de cola per refresc de llimona. Aquestes varietats es coneixen amb el nom de pitilingorri o caliguay.

## Etimologia
L'origen del nom no està gaire clar. Als anys 1970 se l'acostumava a anomenar "Rioja libre", però el terme "kalimotxo" es va anar generalitzant al País Basc, ja a finals d'aquesta dècada. Actualment, el nom de "kalimotxo" es pot trobar castellanitzat com "calimocho", encara que es poden trobar altres variants com a "calimotxo", "kalimocho" o les formes abreviades "mocho" i "motxo".
Junt al terme de calimotxo neix el de catxi ("cachi" o "katxi"), per referir-se a un vas de plàstic de gran capacitat (1 litre aproximadament), que també s'anomena "mini", "litre", "maceta" o "cubalitre".
Antigament, en català es coneixia com a cubata gitano.

## Jocs típicament associats al consum de calimotxo
- El duro: existeixen moltes variants d'aquest joc. Les normes varien fins i tot d'un poble a l'altre. No obstant això, és usual que un mateix grup de persones utilitzi diferents normes segons el dia o el moment per trencar la monotonia.
- L'Okalimotxo
- La Cultura xupística
- El 21
- El Visca el poble
- El Jo mai mai
- El Rei